# الجمعية العلمية السورية
الجمعية العلمية السورية  هي جمعية فكرية عربية أنشئت في بيروت في عهد العثمانيين عام 1847 وكانت من العوامل الدافعة باتجاه النهضة العربية. وصل عدد أعضائها إلى 150 عضوا منهم الأمير محمد أرسلان وحسين بيهم وبطرس البستاني وناصيف اليازجي وعالي سميث وكرنيليوس فانديك، ووليم طمسون. وقد أوقفت أعمالها من عام 1852 بسبب حوادث 1860 في دمشق وجبل لبنان. وكان للجمعية مجلة شهرية اسمها «مجموعة العلوم» تنشر المقالات العلمية والأدبية والاقتصادية.
كانت الجمعية أول من أطلق الصيحة الأولى للثورة العربية الكبرى في اجتماع سري عقده بعض أعضائها منهم إبراهيم اليازجي الذي دعا العرب إلى نبذ الخلافات والوقوف موحدين بوجه الأتراك بقصيدته المشهورة:
.